# 9 октомври
9 октомври е 282-рият ден в годината според григорианския календар (283-ти през високосна). Остават 83 дни до края на годината.

## Събития
- 1430 г. – Образуван е Янински пашалък след като антилатинското благородничество и духовенство предава града на Синан паша
- 1446 г. – В Чосон е обнародена корейската азбука хангъл/чосонгъл

- 1582 г. – Поради въвеждането на Григорианския календар този ден от тази година не съществува в Италия, Полша, Португалия и Испания.
- 1701 г. – Основан е Йейлският университет.
- 1740 г. – Начало на Батавското клане.
- 1824 г. – В Коста Рика е забранено робството.
- 1849 г. – В Цариград е осветен българският параклис, на чието място по-късно е построена така наречената Желязна църква.
- 1878 г. – Русия поема управлението на Южна Бесарабия, където живеят около 103 000 българи.
- 1912 г. – Балканската война: Черна гора обявява война на Турция, с което започва войната.
- 1934 г. – Югославският крал Александър I е застрелян в Марсилия при атентат, извършен от члена на ВМРО Владо Черноземски, а френския външен министър Луи Барту почива следствие от раните си получени при атентата.
- 1944 г. – Втората световна война: В Москва по време на поредната московска конференция се провежда среща на Уинстън Чърчил и Сталин, на която е сключено процентно споразумение за разпределяне на Балканите на сфери на влияние.
- 1962 г. – Уганда става независима от Великобритания държава.

- 1962 г. – Френската певица Едит Пиаф се омъжва за Тео Сарапо.
- 1963 г. – Около 2000 души загиват в Северна Италия от свлачище.
- 1963 г. – Състои се първият полет с руския вертолет Ми-8.
- 1967 г. – Ден след като е заловен, Че Гевара е екзекутиран за опит да предизвика революция в Боливия.
- 1969 г. – В Токио се провежда Конгрес на Всемирния пощенски съюз.
- 1970 г. – Камбоджа е обявена за Кхмерска република.
- 1973 г. – Елвис и Пресила Пресли се развеждат след шест години съвместен брак.
- 1975 г. – В Пловдив се провежда Първият фестивал на българския късометражен филм.
- 1981 г. – Официално е отменено смъртното наказание във Франция.
- 1997 г. – Българският президент Петър Стоянов подписва в Страсбург Рамкова конвенция за националните малцинства.
- 2001 г. – България е избрана за непостоянен член на Съвета за сигурност на ООН за периода от 2002 г. до 2003 г.
- 2001 г. – В Египет влиза в действие най-високият в света висящ мост.
- 2002 г. – Европейската комисия признава България за страна с функционираща пазарна икономика.
- 2004 г. – На първите демократични избори в Афганистан за президент е избран Хамид Карзай.
- 2006 г. – Северна Корея провежда своя първи ядрен опит с малка мощност, който е заклеймен от много държави и от Съвета за сигурност на ООН.
- 2008 г. – Република Македония и Черна гора признават независимостта на Косово.

## Родени
- 1757 г. – Шарл X, крал на Франция († 1836 г.)
- 1777 г. – Никита Бичурин, руски китаист († 1853 г.)
- 1834 г. – Захарий Доспевски, български иконописец и стенописец († 1889 г.)
- 1835 г. – Камий Сен-Санс, френски композитор († 1921 г.)
- 1846 г. – Юлиус Маги, швейцарски предприемач и индустриалец († 1912 г.)
- 1879 г. – Макс фон Лауе, германски физик, Нобелов лауреат († 1960 г.)
- 1891 г. – Курт фон Типелскирх, германски генерал († 1957 г.)
- 1857 г. – Иво Войнович, хърватски драматург († 1929 г.)
- 1859 г. – Алфред Дрейфус, френски офицер, съден за измяна († 1935 г.)
- 1873 г. – Карл Шварцшилд, немски физик († 1916 г.)
- 1874 г. – Николай Рьорих, руски писател, художник и философ († 1947 г.)
- 1888 г. – Николай Бухарин, съветски политик и държавник († 1938 г.)
- 1892 г. – Иво Андрич, босненски поет, Нобелов лауреат през 1961 г. († 1975 г.)
- 1904 г. – Микола Бажан, украински поет († 1983 г.)
- 1906 г. – Леопол Седар Сенгор, сенегалски поет († 2001 г.)
- 1907 г. – Хорст Весел, немски поет, политически активист († (1930 г.)
- 1908 г. – Жак Тати, френски режисьор († 1982 г.)
- 1911 г. – Петър Василев, български актьор († 2009 г.)
- 1921 г. – Азаря Поликаров, български философ († 2000 г.)
- 1925 г. – Барбара Кьониг, немска писателка († 2011 г.)
- 1931 г. – Николай Черних, руски астроном († 2004 г.)
- 1934 г. – Георги Стоянов, български актьор († 1995 г.)
- 1939 г. – Мария Стефанова, българска актриса
- 1938 г. – Хайнц Фишер, президент на Австрия
- 1940 г. – Джон Ленън, британски музикант († 1980 г.)
- 1949 г. – Отавия Пиколо, италианска актриса
- 1950 г. – Джоди Уилямс, американска общественичка, Нобелов лауреат за 1997
- 1951 г. – Святослав Логинов, руски писател
- 1952 г. – Херман Емил Фишер, немски химик, Нобелов лауреат през 1902 г. († 1919 г.)
- 1953 г. – Златомир Златанов, български писател
- 1959 г. – Борис Немцов, руски бизнесмен и политик († 2015 г.)
- 1963 г. – Калин Пехливански, български футболист
- 1964 г. – Еманюел Кюо, френска кинорежисьорка
- 1966 г. – Боян Илчев, български дисководещ († 1993 г.)
- 1970 г. – Пенко Господинов, български актьор
- 1983 г. – Спенсър Грамър, американска актриса

## Починали
- 1802 г. – Фердинанд I Пармски, херцог на Парма (* 1715 г.)
- 1841 г. – Карл Фридрих Шинкел, германски архитект (* 1781 г.)
- 1860 г. – Димитър Зограф, български иконописец (* 1796 г.)
- 1867 г. – Георги Раковски, български революционер (* 1821 г.)
- 1900 г. – Найден Геров, български писател (* 1823 г.)
- 1923 г. – Иван Илиев, български революционер (* 1885 г.)
- 1924 г. – Валерий Брюсов, руски писател (* 1873 г.)
- 1926 г. – Василий Абашидзе, грузински актьор († 1854 г.)
- 1934 г. – Владо Черноземски, български революционер (* 1897 г.)
- 1934 г. – Александър I, крал на Югославия (* 1888 г.)
- 1937 г. – Иван Урумов, български ботаник (* 1856 г.)
- 1939 г. – Никола Грънчаров, български учител (* 1879 г.)
- 1941 г. – Аврам Гачев, български общественик (* 1871 г.)
- 1942 г. – Алберт Питър Лоу, канадски геолог (* 1861 г.)
- 1943 г. – Андре Антоан, френски артист (* 1858 г.)
- 1943 г. – Питер Зееман, холандски физик, Нобелов лауреат (* 1865 г.)
- 1956 г. – Тодор Хаджиев, български диригент (* 1881 г.)
- 1958 г. – Пий XII, римски папа (* 1876 г.)
- 1967 г. – Че Гевара, кубински революционер (* 1928 г.)
- 1974 г. – Оскар Шиндлер, немски индустриалец (* 1908 г.)
- 1978 г. – Жак Брел, белгийски певец (* 1929 г.)
- 1982 г. – Ана Фройд, германски психоаналитик (* 1895 г.)
- 1987 г. – Уилям Мърфи, американски лекар, Нобелов лауреат (* 1892 г.)
- 1992 г. – Веселин Бешевлиев, български историк (* 1900 г.)
- 1994 г. – Николай Соколов, български поет (* 1927 г.)
- 2006 г. – Пол Хънтър, английски снукър играч (* 1978 г.)
- 2006 г. – Седат Алп, турски археолог (* 1913 г.)
- 2007 г. – Николай Кънчев, български поет (* 1936 г.)
- 2010 г. – Закария Ситчин, азербайджански писател (* 1920 г.)
- 2012 г. – Червенко Крумов, български поет (* 1955 г.)
- 2013 г. – Вилфрид Мартенс, фламандски политик (* 1936 г.)
- 2014 г. – Мат Коел, американски неонацист (* 1935 г.)

## Празници
- ООН – Световен ден на пощата
- Ден на Античната Култура
- Азербайджан – Ден на армията и на военния флот
- Румъния – Ден в памет на жертвите на Холокоста в Румъния
- Уганда – Ден на независимостта (от Великобритания, 1962 г., национален празник)
- Южна Корея – Ден на корейската азбука хангъл (по повод публикуването на азбуката на същия ден през 1446 г.; в Северна Корея празникът е на 15 януари)